# Giovanni Cazzulani
Giovanni Cazzulani (Pandino, província de Cremona, 5 d'agost de 1909 - Varzi, 22 d'octubre de 1983) va ser un ciclista italià que fou professional entre 1933 i 1940. En el seu palmarès destaca la victòria al Giro de Toscana de 1936 i una tercera posició final al Giro d'Itàlia de 1934.

## Palmarès
- 1933
  - 1r a la Coppa Maccarese
- 1936
  - 1r al Giro de Toscana

### Resultats al Giro d'Itàlia
- 1934. 3r de la classificació general
- 1936. 12è de la classificació general
- 1937. 21è de la classificació general
- 1939. 19è de la classificació general

### Resultats al Tour de França
- 1934. 16è de la classificació general